# Игла Франка
Игла Франка (лат. acus Franki) — медицинский инструмент для прокола кожи и взятия крови. В настоящее время её не используют, так как для забора крови в первую очередь применяют скарификаторы. С помощью иглы Франка в среднем собирали около 1 мл капиллярной крови. Название иглы происходит от фамилии немецкого врача К. Э. Франка (K. E. Francke, 1859—1920), который запатентовал устройство.
Игла Франка состоит из трубчатого корпуса, к которому сбоку крепится курок. Оба конца трубчатого корпуса имеют винтовую нарезку. Со стороны острой части инструмента (острия, бойка) на эту нарезку навинчивают наконечник, с другой стороны — муфту. С помощью наконечника регулируют величину выступающего острия бойка, то есть игла Франка изготовлена таким образом, что имеется возможность регулировать глубину укола путём завинчивания или отвинчивания наконечника. Муфта служит упором для спиральной пружины, которую помещают внутрь трубчатого корпуса. На противоположный от острия конец накручивается головка, которая непосредственно участвует при взводе бойка перед уколом. Взятие крови происходит путём нажатия на курок, при котором сжатая пружина выпрямляется и, следовательно, наносит остриём бойка укол, сила которого также поддаётся регулировке.
Игла Франка имеет множество недостатков. Они связаны с тем, что игла Франка относится к инструментам многоразового пользования, и перед каждым использованием её необходимо стерилизовать, причём, как показала практика, стерилизация спиртом недостаточна (существенно повышается риск занесения инфекции), инструмент перед обработкой спиртом необходимо предварительно подвергнуть кипячению в воде. От частого кипячения ржавеет пружина и тупеет острие бойка.
К большинству современных глюкометров прилагаются аналогичные пластиковые приборы с одноразовыми ланцетами.